# いとう直
いとう 直は日本の成年漫画家。女性。メディアックス系列の成年コミック誌を中心に活動していたが、1997年に三冊目のコミックスを出したあとは商業媒体での活動が減り、現在の活動は確認されていない。

## 略歴
1991年に雪女をベースにした短編「紅雪」でコミックハウス新人賞入選。同年コミック花いちもんめ第三号に掲載。その後読み切りと不定期連載。
1995年、初単行本「ファーストA」発売。この頃のMDコミックスで多かったアンソロジーにも参加。「レディミステリアス」などジャンルは様々。
1996年、二冊目のコミックス「ユーワクしないで」発売。ラジオ番組「ダブルバスターズ」の生電企画で宣伝したとのこと。
1997年、三冊目のコミックス「夜中にこんにちは」発売。コミックライズの誌面構成の都合かあまり掲載されなくなり、99年8月にファンタジー系読み切りを載せて以来音沙汰がない。

## 作品傾向
プリンの精と4Pする「P to P」や擬人化した蚊がヒロイン役の「はんぐりぃ！？」など、NLの場合はフェチ系に近い。またNLシリーズの「美緒さんシリーズ」もオカルト的な一面はあった。
一方完全なレズ作品だった「小金井さんシリーズ」は姉妹レズ中心でフェチ的な要素は薄い。一応「動物愛撫」の回では猫耳が生えていたが。
絵柄としては目の書き方が特徴。プレイ内容はかなりアッサリしており、愛撫パートの比率が多いが全体的に控えめ。当時はあまり描かれなかった男の乳吸われシーンなど、女性作家らしいと言えなくもない表現も用いていた。

## コミックス一覧
全て成年指定、メディアックス刊、2017年現在絶版
- ファーストA

ISBN 978-4-8961-3262-5 (4896132629)　1995年9月初版
- ユーワクしないで

ISBN 978-4-8961-3286-1 (4896132866)　1996年11月初版
- 夜中にこんにちは

ISBN 978-4-8961-3329-5 (4896133293)　1997年8月初版